# Czesław Boratyński
Czesław Boratyński (ur. 21 września 1901 w Ryglicach, zm. 29 maja 1953 w Krakowie) – polski architekt.
W 1924 roku ukończył studia na Wydziale Architektury Politechniki Lwowskiej, po czym przyjechał do Krakowa. W latach 1925–1939 pracował w Zarządzie Miejskim Krakowa. W wydziale siódmym, któremu podlegało Biuro Budownictwa Miejskiego, współpracował z Edwardem Kreislerem. Wspólnie opracowywali projekty budynków użyteczności publicznej, z których zrealizowane zostały m.in. Sanatorium im. Marszałka Piłsudskiego (obecnie Wojewódzki Szpital Rehabilitacyjny dla Dzieci w Jastrzębiu-Zdroju) w 1928 roku, czy Gmach Główny Muzeum Narodowego w Krakowie
W późniejszym czasie pełnił funkcję architekta miejskiego Krakowa. W latach 1950–1952 był dziekanem Wydziału Architektury Politechniki Krakowskiej.
Zmarł 29 maja 1953 w Krakowie, został pochowany na cmentarzu Rakowickim.

## Wybrane projekty
- Sanatorium im. Marszałka Piłsudskiego w zespole uzdrowiskowym w Jastrzębiu Zdroju (obecnie Wojewódzki Szpital Rehabilitacyjny dla Dzieci w Jastrzębiu-Zdroju) wraz z Edwardem Kreislerem (1928)
- Gmach Muzeum Narodowego w Krakowie (1933-1938, wraz z Edwardem Kreislerem i Bolesławem Szmidtem)
- Śląskie Techniczne Zakłady Naukowe, wraz z Romanem Stadnickim

## Galeria

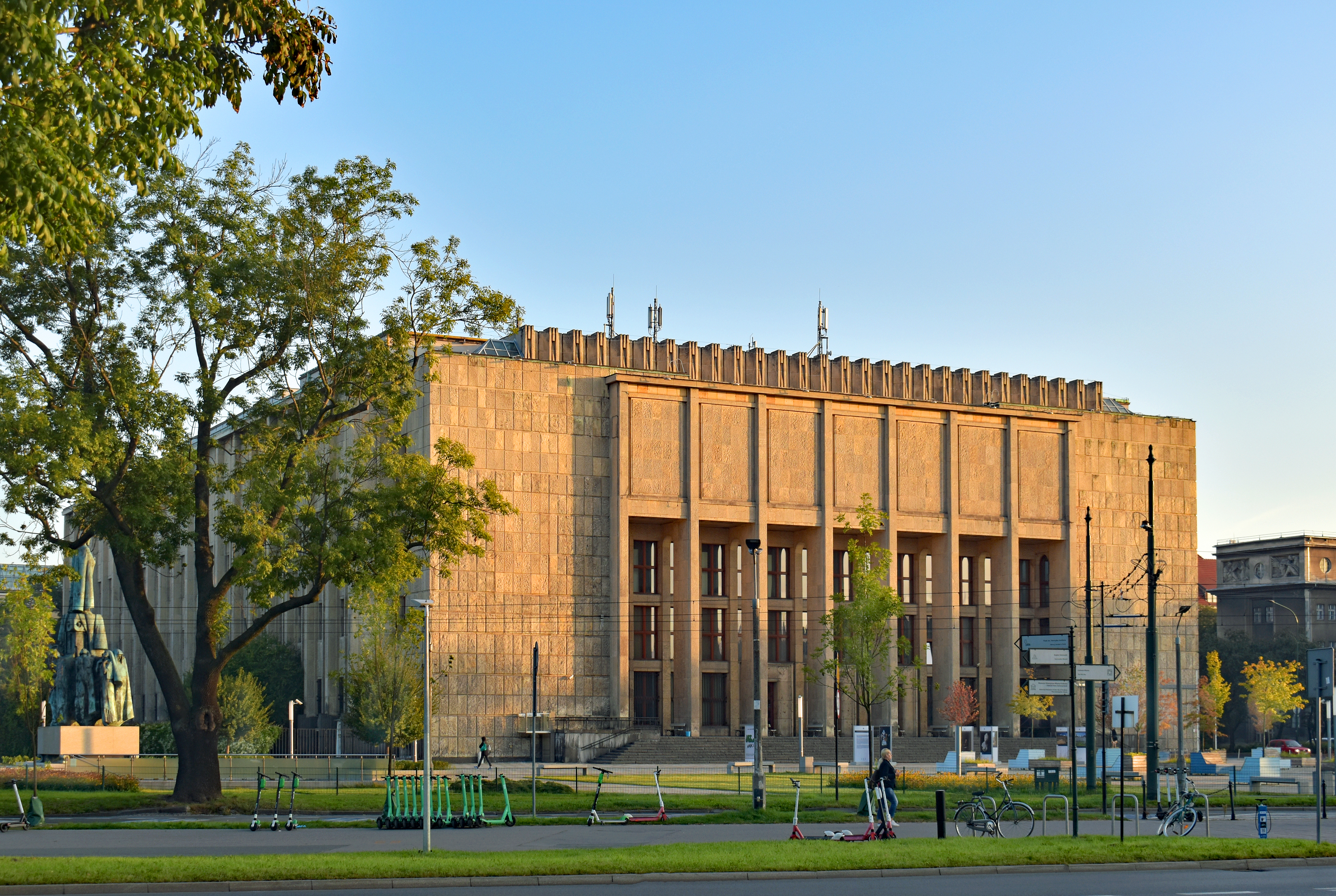
Muzeum Narodowe w Krakowie
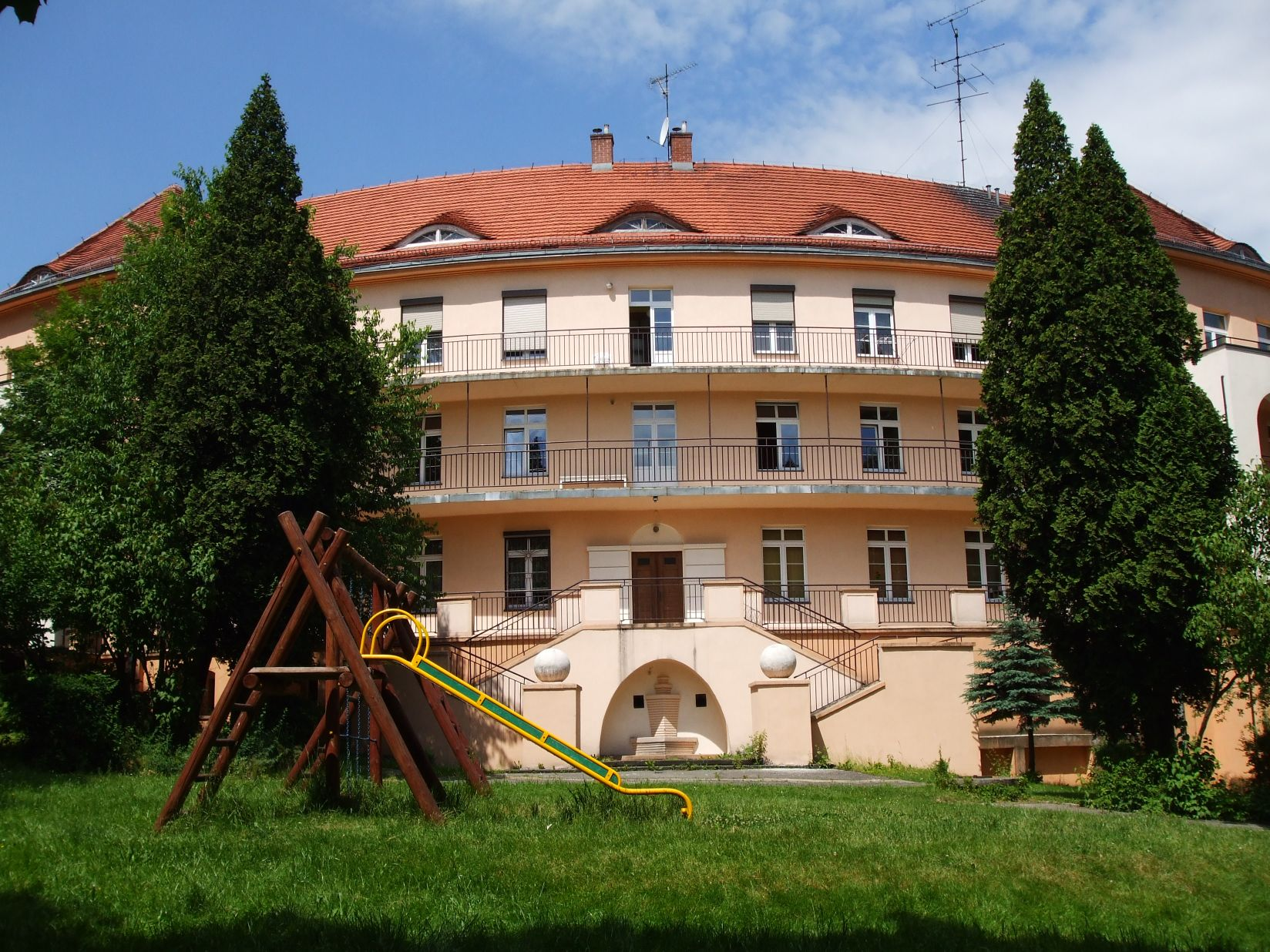
Wojewódzki Szpital Rehabilitacyjny dla Dzieci w Jastrzębiu-Zdroju